# Rockets de Galt
Pour les articles homonymes, voir Rocket.
Les Rockets de Galt sont une équipe de hockey sur glace de l'Association de Hockey de l'Ontario. Ils évoluent entre 1947 et 1949 dans la ville de Galt en Ontario au Canada.

## Saison par saison
| Saison  | PJ | V  | D  | N | Pts | %V   | BP  | BC  | Classement |
| ------- | -- | -- | -- | - | --- | ---- | --- | --- | ---------- |
| 1947-48 | 36 | 18 | 13 | 5 | 41  | 58,1 | 168 | 129 | 5e AHO     |
| 1948-49 | 48 | 11 | 34 | 3 | 25  | 24,4 | 154 | 252 | 9e AHO     |